# Jakab leszboszi uralkodó
Jakab (megh. 1428.) Leszbosz harmadik uralkodója, a Gattilusi-dinasztia tagja, II. Ferenc legidősebb fia.
Jakab uralma alatt Leszbosz már erősen függött a Genovai Köztársaságtól és érdekeik ütköztek a Velencei Köztársasággal. Segítséget nyújtott II. Zakariás akháj fejedelemnek a Szicíliai Királysághoz tartozó Kefalónia és Zákinthosz elleni küzdelemben.
Mivel nem volt fiúgyermeke, ezért Leszbosz ifjabb, még élő testvérére I. Teodórra szállt.

## Házassága
Húga, Katalin Pietro Grimaldi bueili báróhoz ment feleségül, Jakab pedig Bona Grimaldit vette el, akitől egy ismeretlen nevű lánya született. Róla csak annyit tudni, hogy Kriszpó Miklós szüroszi uralkodó felesége lett, aki a Naxoszi Hercegség hatalma alá tartozott. Unokája I. Ferenc néven naxoszi herceg lett.
1. 1 2 3  Dizionario Biografico degli Italiani (olasz nyelven), 1999 (Hozzáférés: 2022. augusztus 16.)